# 송종식
송종식(Jongsik Song, 1983년 ~ )은 대한민국의 가치투자자, 투자교육 유튜버이다.

## 경력
- 2009년 ~ 2014년 : 골프존 선임연구원
- 2008년 ~ 2009년 : (주)인사이트미디어, 한국형 SNS 헬리젯 기획

### (주)다음커뮤니케이션과의 분쟁
IT개발자와 기획자로 일하던 시절 (주)다음커뮤니케이션과 분쟁을 빚는 소동이 있었다. 인사이트미디어 재직 시절 기획/제작했던 위젯 기반 한국형 SNS인 헬리젯을 다음이 표절하여 '요즘'이라는 서비스를 론칭했다고 자신의 블로그에 강한 어조로 비판글을 올렸다. 이는 삽시간에 업계 이슈로 떠올랐고 많은 논쟁들을 낳았다. (주)다음커뮤니케이션 측 에서는 '흔한 기획이며 헬리젯의 독창성을 인정할 수 없으며 베낀적도 없다.'고 일축했다.

## 저서
- 우선 쓰고, 나중에 배우는 플러그인 CSS, 번역, 2013년 1월, 지앤선[2]
- HTML5 & CSS3, 저서, 2011년 2월, 지앤선[3]
- 스타일링 CSS, 공역, 2009년 12월, 지앤선[4]